# Stanisław Paszkowski

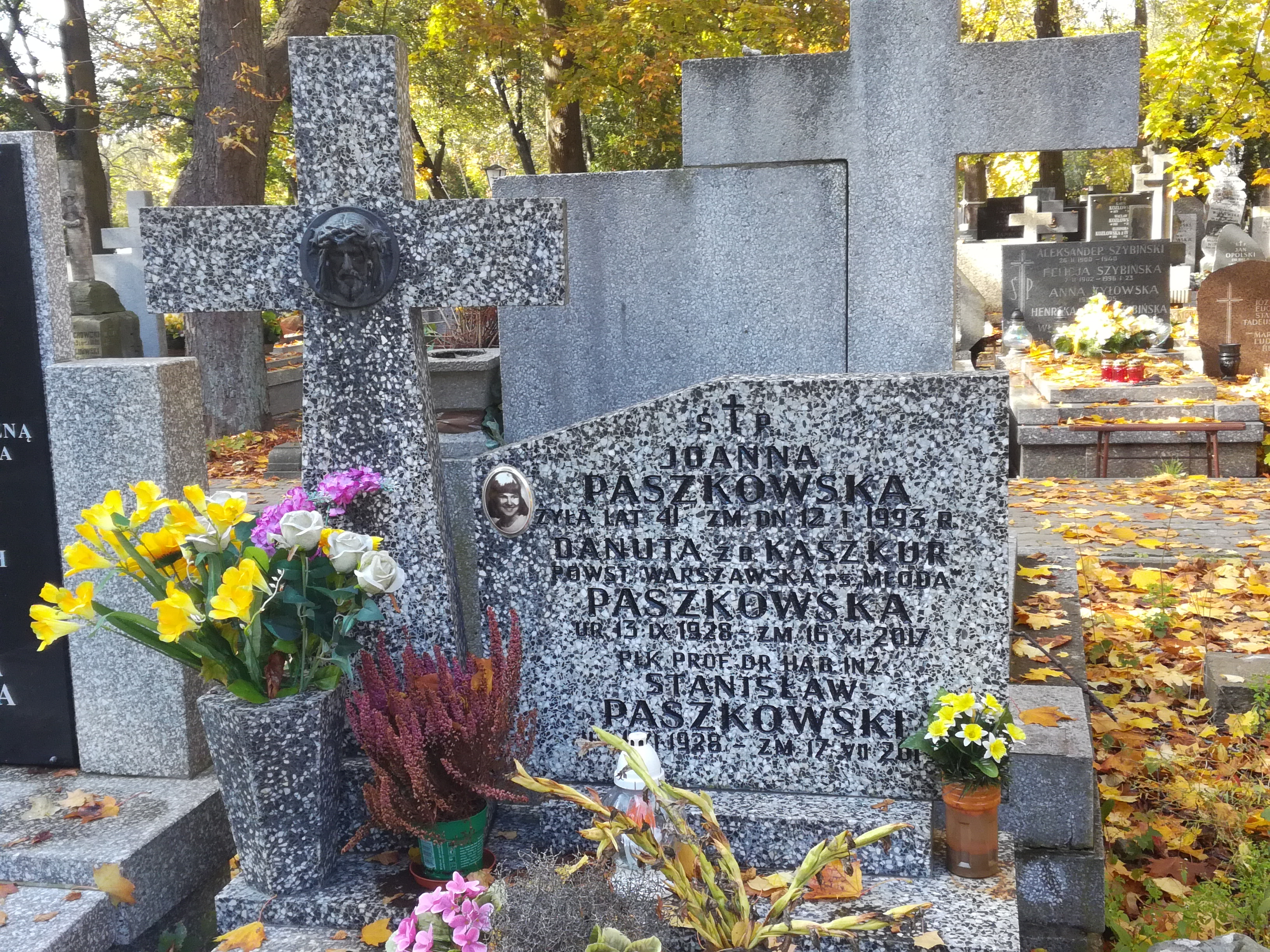
Grób Stanisława Paszkowskiego na cmentarzu Bródnowskim

Stanisław Paszkowski (ur. 1 listopada 1928 w Dębem, zm. 17 lipca 2018 w Warszawie) – polski inżynier, profesor doktor habilitowany nauk technicznych, pułkownik Wojska Polskiego, zastępca komendanta Wojskowej Akademii Technicznej do spraw nauki i szkolenia (1970–1973), bliski współpracownik Sylwestra Kaliskiego, wiceminister przemysłu maszynowego (1973–1980).

## Życiorys
Syn Józefa i Marianny. Pochodził z rodziny chłopskiej. Ojciec utrzymywał rodzinę z pracy w małym gospodarstwie rolnym oraz prowadzenia spółdzielni mleczarskiej. Stanisław Paszkowski działalność polityczną rozpoczął od wstąpienia do związku młodzieżowego „Wici”. W 1949 roku ukończył z wyróżnieniem Państwowe Liceum Telekomunikacji w Warszawie. Otrzymaną szarfę z napisem Przodownik Nauki przechowywał do końca życia. 
Pracując w Państwowym Instytucie Telekomunikacyjnym, jednocześnie studiował na Wydziale Łączności Politechniki Warszawskiej. Po uzyskaniu dyplomu inżyniera pracował w Zakładach Radiowych im. Marcina Kasprzaka na stanowisku konstruktora stacji radiolokacyjnych. 13 października 1952 roku rozpoczął służbę wojskową i został skierowany na roczny kurs radiolokacji w Wojskowej Akademii Technicznej. Po jego ukończeniu objął stanowisko inżyniera w Pracowni Stacji Radiolokacyjnych, a następnie jej kierownika. W październiku 1955 roku został wyznaczony na stanowisko wykładowcy, a 18 stycznia 1956 – starszego asystenta w Katedrze Urządzeń Radiolokacji Fakultetu Radiotechnicznego WAT. We wrześniu 1956 roku, po ukończeniu studiów na Fakultecie Wieczorowym WAT, uzyskał tytuł zawodowy magistra inżyniera radiolokacji. Od września 1957 roku pełnił obowiązki kierownika Zakładu Teorii Automatyki, Regulacji i Telesterowania Katedry Automatyki i Telesterowania Fakultetu Radiolokacji i Łączności. W 1960 roku obronił rozprawę doktorską pod tytułem Dwuwymiarowe sprzężenia skrośne i ich wykorzystanie w układzie kierowania pociskiem ziemia – powietrze, której promotorem był Władysław Findeisen. Od listopada 1961 do lipca 1964 roku był zastępcą szefa Katedry Automatyki i Telesterowania Wydziału Elektroradiotechniki WAT, a 1 sierpnia 1964 roku został wyznaczony na stanowisko szefa Katedry Cybernetyki Technicznej i Automatyki Lotniczej. W listopadzie 1967 roku uzyskał stopień naukowy doktora habilitowanego na podstawie pracy pod tytułem Dwupoziomowe sterowanie wielkiego systemu. W 1968 roku objął obowiązki komendanta Wydziału Cybernetyki i szefa Katedry Cybernetyki Technicznej. 1 lipca 1969 roku mianowany członkiem Rady Nauki i Techniki przy Komitecie Nauki i Techniki. 2 lipca 1970 roku został powołany na stanowisko zastępcy komendanta WAT do spraw nauki i szkolenia, a 10 lipca 1970 roku Rada Państwa nadała mu tytuł naukowy profesora nadzwyczajnego nauk technicznych. W latach 1970–1972 był przedstawicielem Wojskowej Akademii Technicznej w Centralnej Komisji Szkolnictwa Wyższego.
W działalności naukowej zajmował się m.in. stabilizacją częstotliwości generatorów relaksacyjnych, drganiami fantastronu, problemami sterowania i samonaprowadzania pocisków, problemami telemetrii i dokładności układów automatycznego śledzenia celów, układem automatycznego operatora, stabilnością układów ze sprzężeniami skrośnymi oraz stabilnością dwuwymiarowych układów regulacji automatycznej. Autor ponad 30 artykułów opublikowanych w czasopismach krajowych i zagranicznych, 2 książek i 2 skryptów. Wypromował 20 doktorów. Obowiązki zastępcy komendanta WAT ds. nauki i szkolenia oraz szefa Katedry Cybernetyki Technicznej pełnił do września 1973 roku.
10 sierpnia 1973 roku został wyznaczony na stanowiska podsekretarza stanu w Ministerstwie Przemysłu Maszynowego i zajmował je do maja 1980 roku. W lipcu 1974 roku minister obrony narodowej powierzył mu obowiązki przewodniczącego Rady Naukowej Wojskowego Instytutu Technicznego Uzbrojenia. Od listopada 1975 roku kierował Rządowym Programem Badawczo-Rozwojowym Rozwój materiałów i podzespołów dla potrzeb elektronizacji. W 1976 roku został stałym członkiem Rady Naukowej ds. Postępu Technicznego przy Komisji Planowania Rady Ministrów oraz Rady Naukowej ds. Metrologii. W latach 1978–1980 pełnił obowiązki wiceprzewodniczącego Komitetu Elektroniki i Telekomunikacji Polskiej Akademii Nauk oraz był członkiem Komitetu Elektrotechniki PAN, Komitetu Automatyki i Cybernetyki Technicznej PAN, Rady Programowej Zakładu Badań Podstawowych Elektrotechniki PAN oraz Rady Wzornictwa Przemysłowego. W czerwcu 1979 roku został członkiem Zespołu Naukowo-Doradczego przy przewodniczącym Komisji Planowania przy Radzie Ministrów. W 1980 roku przewodniczył Komisji ds. Specjalizacji Zawodowej Inżynierów i Radzie Naukowo-Technicznej Ośrodka Badawczo-Rozwojowego Mikroelektroniki Hybrydowej i Rezystorów „Unitra-Telpod”. W 1981 roku został wiceprzewodniczącym Rady Naukowej Centralnego Instytutu Ochrony Pracy, a w 1982 roku przewodniczącym Rady Naukowo-Technicznej Ministra Hutnictwa i Przemysłu Maszynowego. W latach 1983–1984 był członkiem Rady Naukowej Wojskowego Instytutu Informatyki i Kolegium Ministerstwa Hutnictwa i Przemysłu Maszynowego. W 1985 roku pełnił funkcje wiceprzewodniczącego Zespołu Oceny Przedsięwzięć Inwestycyjnych jako środka wdrażania postępu technicznego oraz członka Zespołu Współpracy Naukowo-Technicznej z Zagranicą i Importu Osiągnięć Technicznych. W roku 1987 był wiceprzewodniczącym Komitetu Elektroniki i Telekomunikacji PAN oraz członkiem Rady Naukowej Instytutu Badań Systemowych i Rady Postępu Techniczno-Ekonomicznego w Narodowym Banku Polskim.
Po przejściu w stan spoczynku był członkiem Komitetu Automatyki i Robotyki PAN, przewodniczącym rad naukowych Instytutu Maszyn Matematycznych i Instytutu Systemów Sterowania, był członkiem Rady Naukowej Instytutu Organizacji i Zarządzania w Przemyśle Orgmasz. Pracował na stanowisku profesora zwyczajnego na Wydziale Cybernetyki WAT.
Dziadek Adama Leszczyńskiego. Zmarł 17 lipca 2018. Został pochowany na cmentarzu Bródnowskim w Warszawie (kwatera 22A-5-9).